# Васюта Сергій Іванович
Сергій Іванович Васюта (нар. 30 листопада 1958 м. Станіслав, УРСР) — український польський та радянський історик, доктор історичних наук, професор. Син Васюти Івана Кириловича, чоловік Васюти Ольги Анатоліївни

## Біографія
Народився 30 листопада 1958 року в місті Станіславі. Батько Васюта Іван Кирилович український радянський історик, завідувач кафедри історії УРСР та Ректор Прикарпатського університету. В 1981 році закінчив Прикарпатський університет факультет історії. Працював в інституті суспільних наук АН УРСР в місті Львів. В 1985 захистив кандидатську дисертацію на тему: Трудовые коллективы Карпатского лесопромышленного комплекса в борьбе за рациональное использование лесных ресурсов 1959-1975 гг
В період з 1988 до 1992 викладав історію в Львівському лісотехнічному інституті. В 1996 захистив докторську дисертацію на тему: Социально-экономические проблемы Украины 70-90- гг.
З 1997 до 2001 викладач Тернопільської академії народного господарства. З 2002 працював в Академії державної податкової служби. В 2004 році розпочав роботу провідного наусового спеціаліста в Міністерстві науки і освіти у відділі історії та теорії методології українознавства. Емігрував разом з дуржиною в Польщу, викладає в Польських університетат історію.

### Наукова діяльність
Досліджує питання історії екології в Україні в XX-му столітті.

## Особисте життя
Батько: Васюта Іван Кирилович український та радянський історик, доктор історичних наук, професор, ректор Івано_франківського педагогічного інституту, завідувач кафедри історії України інституту історії Івано-Франківського педагогічного інституту, дружина радняський історик, український політолог, кандидат історичних наук, доктор політичних наук, професор Васюта Ольга Анатоліївна. Разом із сімєю емігрував в Польщу проживає в Гданську